# Cinque giornate di Milano
Le Cinque giornate di Milano (in milanese Cinch Giornad) sono state un'insurrezione avvenuta tra il 18 e il 22 marzo 1848 nell'allora capitale del Regno Lombardo-Veneto, che portò alla temporanea liberazione della città dal dominio austriaco.
Fu uno dei moti liberal-nazionali europei del 1848-1849, nonché uno degli episodi della storia risorgimentale italiana del XIX secolo, preludio all'inizio della prima guerra d'indipendenza italiana: la rivolta, infatti, influenzò le decisioni del re di Sardegna Carlo Alberto che, dopo aver a lungo esitato, approfittando della debolezza degli Austriaci in ritirata, dichiarò guerra all'Impero austriaco.

## Contesto storico
Nel 1848 Milano era capitale del Regno Lombardo-Veneto, parte dell'Impero austriaco. Nella città il malcontento era diffuso da tempo, come dimostrarono nel 1846 le scene di gioia seguite all'elezione al soglio pontificio di papa Pio IX, le cui prime decisioni politiche (come l'introduzione di una maggiore libertà di stampa) sembrarono incarnare una svolta politica e sociale, rispetto ai papi precedenti e ai criteri della Restaurazione.
La tensione tra milanesi e austriaci (gli 8000 soldati della guarnigione austriaca erano agli ordini dell'ottantaduenne generale Josef Radetzky, comandante anche di tutte le truppe austriache nel Lombardo-Veneto), crebbe con il passare dei mesi: ogni gesto della parte avversaria veniva interpretato negativamente, come una provocazione, come se fosse stato aggressivo (come furono molte azioni ordinate dal poliziotto austriaco Luigi Bolza) o come un segno di debolezza se, al contrario, i gesti risultassero di natura pacifica e moderata.
Nel settembre 1847 fece il suo ingresso in città il nuovo arcivescovo Carlo Bartolomeo Romilli, che sostituiva l'austriaco Karl Kajetan von Gaisruck; i festeggiamenti per la nomina di un arcivescovo italiano, con un insistente canto dell'inno a Pio IX, provocarono la reazione della polizia, che caricò la folla in piazza Fontana, uccidendo un milanese e ferendone altri. Nello stesso periodo gli animi iniziarono ad infiammarsi in seguito all'arrivo di notizie circa i moti di ribellione calabresi e divenne di moda indossare cappelli tronco-conici detti alla calabrese o anche all'Ernani, rifacendosi al protagonista dell'opera di Verdi letta in chiave antiaustriaca.
Nei primi giorni del gennaio 1848, per protestare contro l'amministrazione austriaca, i milanesi decisero di non fumare più, volendo in tal modo colpire le entrate erariali provenienti dalla tassa sul tabacco. Per tutta risposta il comando austriaco ordinò ai soldati di andare per strada fumando ostentatamente sigari, aggredendo i passanti e forzandoli a fumare. I soldati furono anche provvisti di abbondanti razioni di acquavite e negli alterchi con i cittadini non esitarono ad usare le daghe. Al termine di tre giorni di reazione austriaca allo sciopero, si contarono 6 morti e oltre 80 feriti fra i milanesi. Il militare austriaco Karl Schönhals, nelle sue memorie, riferisce che le prime violenze, che fecero degenerare il clima di tensione dovuto alle minacce che si rivolgevano a chiunque osasse fumare o giocare al lotto, vennero avviate il 3 gennaio dai membri del club gravitante intorno alla Pasticceria Cova. Questi passarono dall'insultare fino all'assalire con le pietre i militari che andavano in giro a fumare i sigari, in particolare i granatieri italiani che ne fumavano allegramente due alla volta. A scontri ultimati, Josef Radetzky ricevette da Gabrio Casati un resoconto in cui si tentava di far passare i cittadini come pacifici e i soldati come provocatori, pretendendo che questi ultimi smettessero di fumare per strada, ma il Feldmaresciallo respinse quella pretesa.
La rivolta di Palermo del 12 gennaio e la conseguente decisione del re Ferdinando II di concedere la Costituzione, cui seguirono ai primi di febbraio la promulgazione dello Statuto Albertino e la concessione di costituzioni nel Granducato di Toscana e nello Stato Pontificio, fecero salire a livelli ancora più alti la tensione a Milano. Proseguendo le manifestazioni di malcontento nel vicereame, il 22 febbraio venne promulgata in tutto il Lombardo Veneto la Legge Stataria, che rimuoveva le garanzie per gli imputati ai processi e, secondo l'articolo 10, prescriveva che "non ha luogo né ricorso né supplica di grazia" contro la sentenza del giudice. Tuttavia le manifestazioni proseguirono, e a Radetzky fu impedito di utilizzare le truppe per ripristinare l'ordine a causa dei sanguinosi fatti legati alla repressione dello sciopero del fumo.
I moti del 1848 toccarono anche la stessa Vienna (ove il 15 marzo Ferdinando I firmò una costituzione), Berlino e, soprattutto Budapest, lasciando intravedere ai milanesi che era possibile un radicale cambiamento anche nel Regno Lombardo-Veneto. Mentre a Milano si diffondevano le notizie della concessione di alcune riforme nei diversi Stati della penisola, il governatore Spaur e il viceré Ranieri Giuseppe si spostarono nella più tranquilla Verona.

### Prime tensioni
Venerdì 17 marzo si diffuse in città la notizia delle dimissioni di Metternich a seguito della insurrezione popolare a Vienna. La notizia spinse a decidere di approfittare dell'occasione per organizzare il giorno successivo una grande manifestazione pacifica davanti al palazzo del governatore (nell'attuale piazza Mercanti) per richiedere alcune concessioni tese a dare maggiore autonomia a Milano e alla Lombardia: abrogazione delle leggi più repressive, libertà di stampa, scioglimento della polizia, deferimento al comune di Milano della responsabilità sull'ordine pubblico e istituzione di una Guardia Civica agli ordini della municipalità.

### Primi scontri

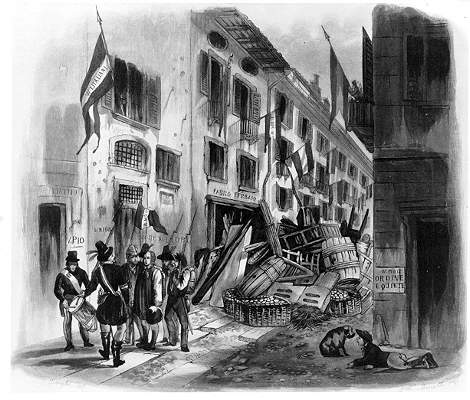
Barricata eretta per bloccare una strada e i rivoltosi in armi a suo presidio (stampa d'epoca)

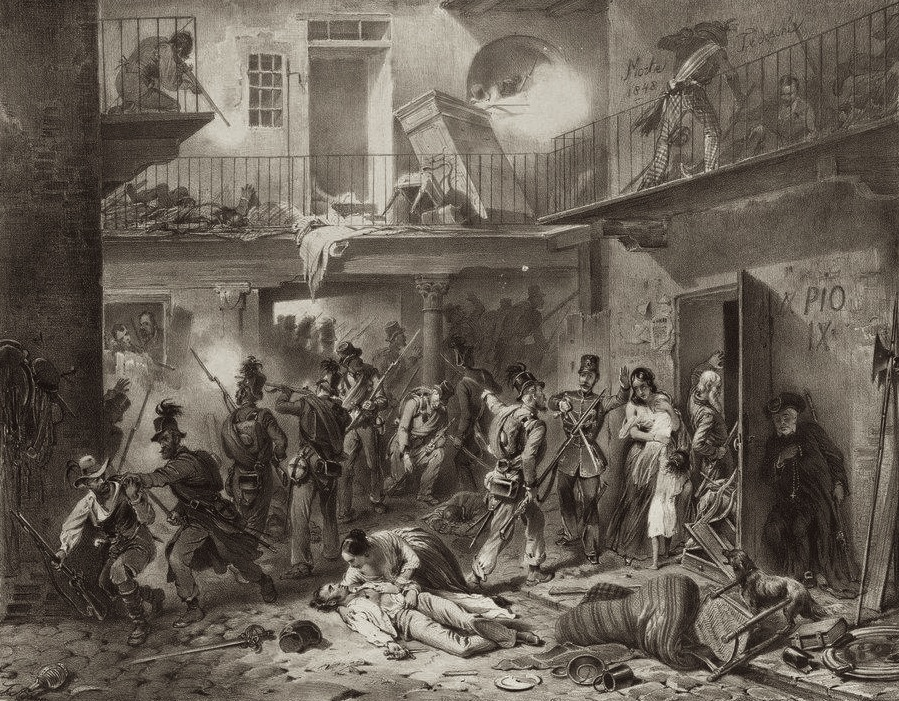
Combattimento in un cortile fra i milanesi e i "Cacciatori Tirolesi"(stampa d'epoca)

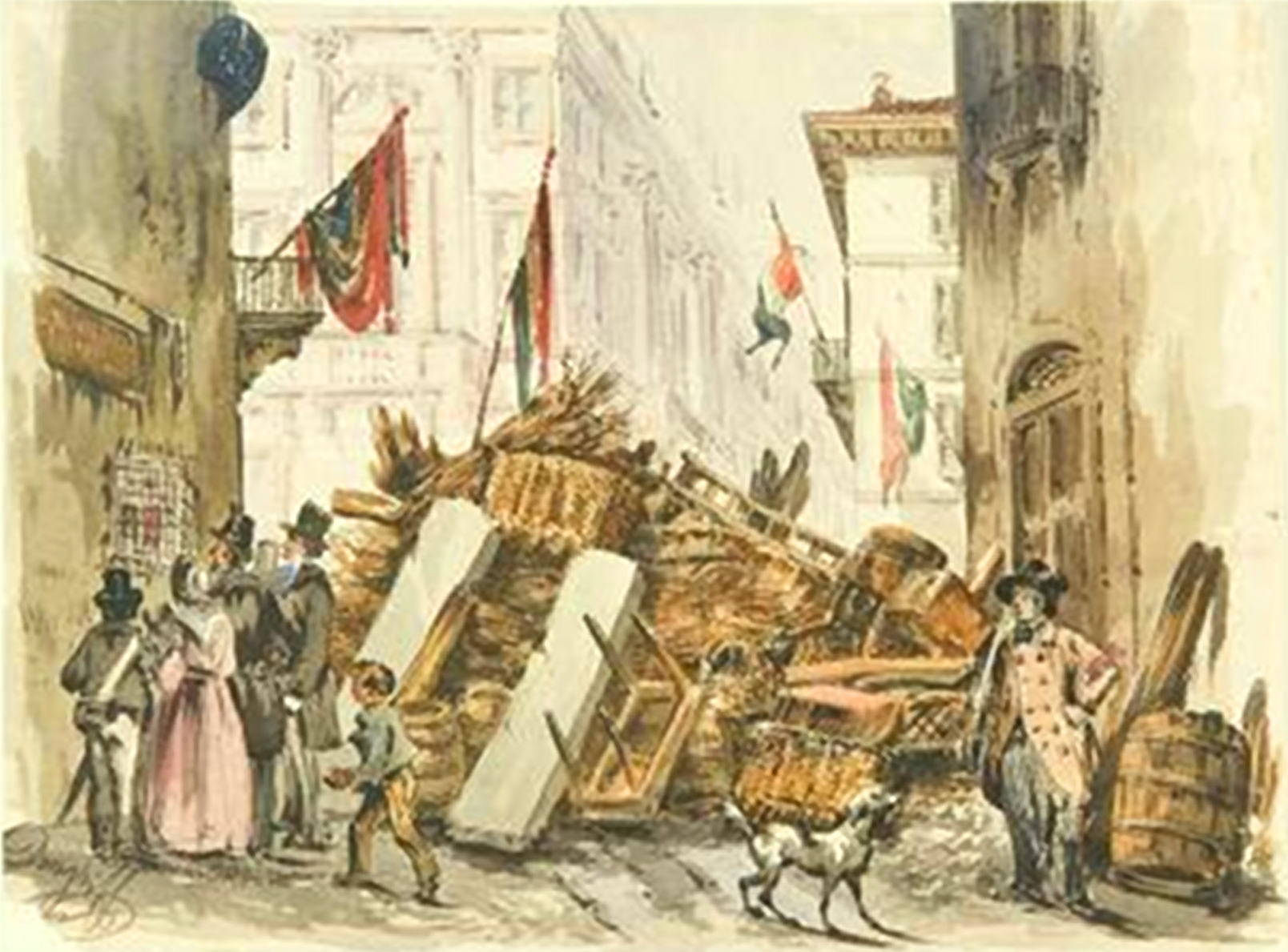
Acquerello di Felice Donghi del 1848 che mostra una delle barricate erette a Milano durante le Cinque giornate

Il 18 marzo 1848 la manifestazione pacifica ben presto si trasformò in un assalto: O'Donell, rappresentante del governatore Spaur, venne costretto a firmare una serie di concessioni e in tutta Milano cominciarono i combattimenti in strada.
Colto alla sprovvista, Radetzky si rinchiuse con i suoi 8000 uomini nel Castello Sforzesco (allora poco più che un grande quadrato senza il perimetro esterno demolito da Napoleone e separato dalla città da uno spiazzo vuoto) e ordinò di riprendere il palazzo del governatore, sperando anche di catturare in esso i capi della rivolta, che invece si erano trasferiti in una casa di via Monte Napoleone, motivo per cui fallì anche una retata nella sede dell'arcivescovado. Radetzky comunque non era assediato; poteva infatti muovere i suoi uomini (saliti col tempo a 18000/20000), isolando la città dall'esterno; era inoltre in possesso di quasi tutti gli edifici pubblici, delle caserme, degli uffici di polizia e del Duomo, dal cui tetto gli Jäger sparavano ai rivoltosi che capitavano nella loro area di tiro.
La situazione degli Austriaci non era comunque delle migliori. Già il 19 marzo i milanesi avevano allestito circa 1700 barricate, difese anche dalle finestre e dai tetti delle abitazioni, che a volte vennero private dei muri per creare vie di comunicazione più veloci. La scarsità di armi da fuoco portò i milanesi a usare i fucili esposti nei musei e ad assegnarli solo ai tiratori più esperti, come l'ex soldato della Legione straniera francese Giuseppe Broggi. Le strade vennero dissestate e cosparse di ferri e vetri per rendere impossibile l'azione della cavalleria. Il 20 marzo Radetzky diede ordine a tutti i distaccamenti sparsi per Milano di trincerarsi nel castello e di mantenere il controllo della cinta muraria, permettendo così a Luigi Torelli e Scipione Bagaggia di salire sul Duomo per porre simbolicamente il tricolore italiano sulla guglia della Madonnina.

### Governo provvisorio

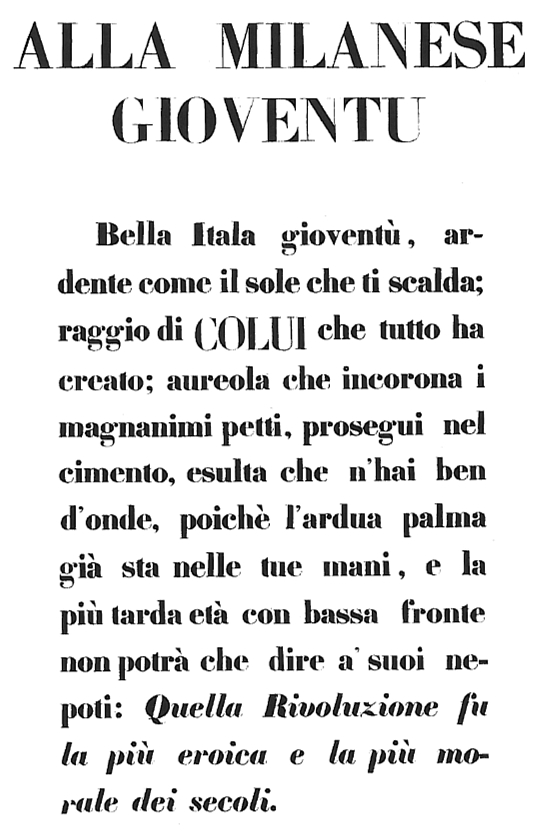
Manifesto con appello alla gioventù milanese emesso dal Comitato di difesa il 20 marzo

Il 20 marzo si fondò un consiglio di guerra, con sede a Palazzo Taverna (per iniziativa di Enrico Cernuschi, Giulio Terzaghi, Giorgio Clerici e Carlo Cattaneo), che prese il comando effettivo delle operazioni e, nella notte tra il 21 e il 22 marzo, nacque il Governo provvisorio presieduto dal podestà Gabrio Casati (il segretario era Cesare Correnti). La resistenza fu organizzata costruendo mongolfiere per poter inviare in tutta sicurezza messaggi fuori le mura; agli astronomi fu detto di sorvegliare il nemico da torri e campanili, gli impiegati del catasto e gli ingegneri vennero consultati per sapere come meglio muoversi in città, e divennero famosi i Martinitt ("piccoli martini", dal nome dell'orfanotrofio in cui vivevano), che funsero da staffette portaordini.
Tra la fine del terzo giorno di lotta e l'inizio del quarto la situazione era entrata in stallo: le truppe austriache salde sulle loro posizioni (ma senza edifici capaci di ospitare tutti i soldati e consci che la perdita di una sola porta avrebbe vanificato l'assedio) e i milanesi relativamente sicuri per le strade, ma a corto di rifornimenti. Radetzky inviò quindi un'offerta di tregua, che divise il Consiglio di guerra tra moderati e democratici.
Casati e i nobili chiedevano ad alta voce l'accettazione dell'armistizio e la chiamata in causa del re di Sardegna Carlo Alberto (con cui già aveva parlamentato il conte Enrico Martini, il quale riferì al Consiglio, il 21 marzo, di averne ricevuto una risposta interlocutoria); il sovrano aveva già radunato l'esercito a Novara, pronto a muoversi non appena le personalità milanesi più influenti avessero firmato una petizione che reputava necessaria per giustificare, di fronte alle diplomazie internazionali, l'entrata delle truppe nel Lombardo-Veneto.
A detta dei moderati, l'intervento delle truppe sabaude era necessario per sconfiggere l'esercito austriaco in una vera e propria campagna militare (secondo loro impraticabile dagli inesperti rivoltosi) e per prevenire eventuali degenerazioni rivoluzionarie; alcuni proposero anche che, se il futuro regno fosse stato lombardo-piemontese, il suo baricentro sarebbe stato Milano, a scapito di Torino. Diversa era invece la posizione dei democratici, con in testa Cattaneo: contrari ad ogni petizione e ad ogni armistizio, erano convinti che la rivoluzione avrebbe trionfato anche senza ricevere aiuti; un'alleanza con il Re di Sardegna sarebbe stata possibile solo se in posizione di parità.
Alla fine prevalse il punto di vista dei democratici, l'armistizio fu rifiutato e si tornò a combattere. Il 21 marzo il calzolaio Pasquale Sottocorno riuscì ad incendiare la porta del palazzo del Genio in via Monte di Pietà, permettendo ai milanesi guidati da Luciano Manara, Enrico Dandolo ed Emilio Morosini di impossessarsi della struttura.. Durante l'attacco restò ucciso Augusto Anfossi, uno dei capi militari della rivolta.

### Vittoria dei milanesi

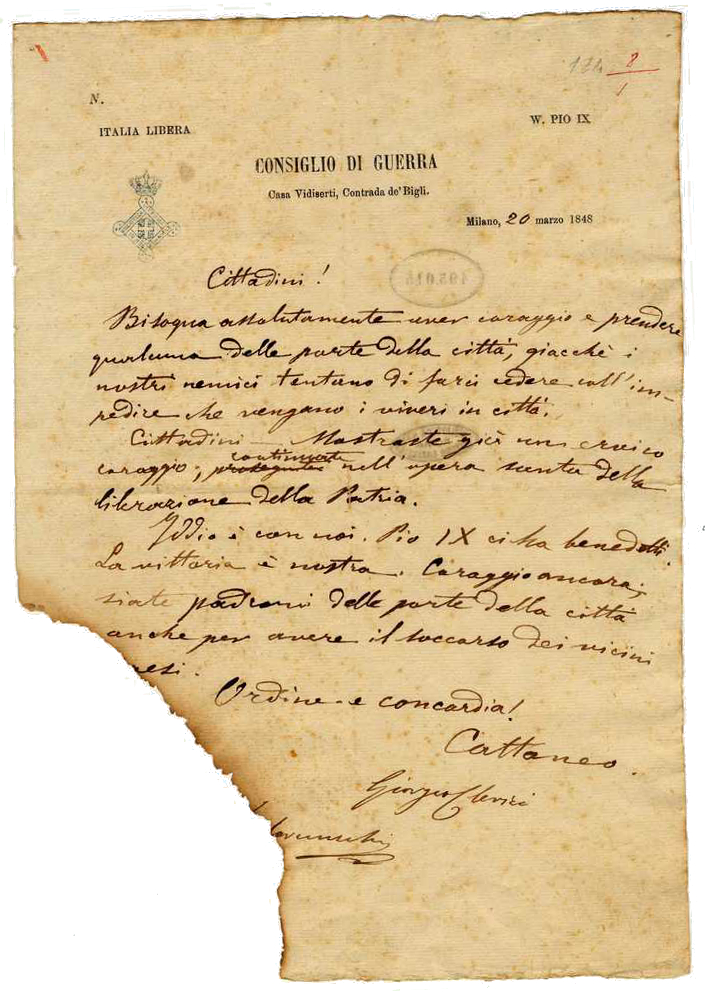
Documento del Consiglio di guerra del 20 marzo 1848 in cui si invitano i milanesi a conquistare una porta, firmato da Cattaneo e Cernuschi

La mattina del 22 marzo le strade cittadine erano sotto il controllo degli insorti, mentre gli Austriaci controllavano le mura spagnole ed il Castello Sforzesco, chiudendo la città in una cerchia; tuttavia nella campagna circostante le strade erano bloccate dalla popolazione in rivolta e agli Austriaci mancava la possibilità di ricevere rifornimenti e rinforzi; perciò Radetzky decise di prepararsi ad abbandonare la città, ma conservando le posizioni (per garantirsi una ordinata ritirata delle sue truppe). Gli scontri proseguirono quindi con i milanesi che attaccarono per forzare il blocco e unirsi con gli insorti della campagna; le armi ai rivoltosi ormai non mancavano, grazie a quelle catturate in combattimento e a quelle rinvenute nelle caserme austriache abbandonate.
Un primo attacco fu tentato la mattina contro Porta Comasina e quindi Porta Ticinese, entrambi respinti; ebbe infine successo un terzo assalto a Porta Tosa (in seguito per questo motivo chiamata Porta Vittoria), guidato da Manara. La porta fu conquistata a notte fonda sotto la luce degli incendi che divampavano nelle case adiacenti, la bandiera tricolore fu issata sulle rovine della porta da Francesco Pirovano, un garzone di panetteria di diciassette anni. La conquista di Porta Tosa segnò la vittoria della rivolta.

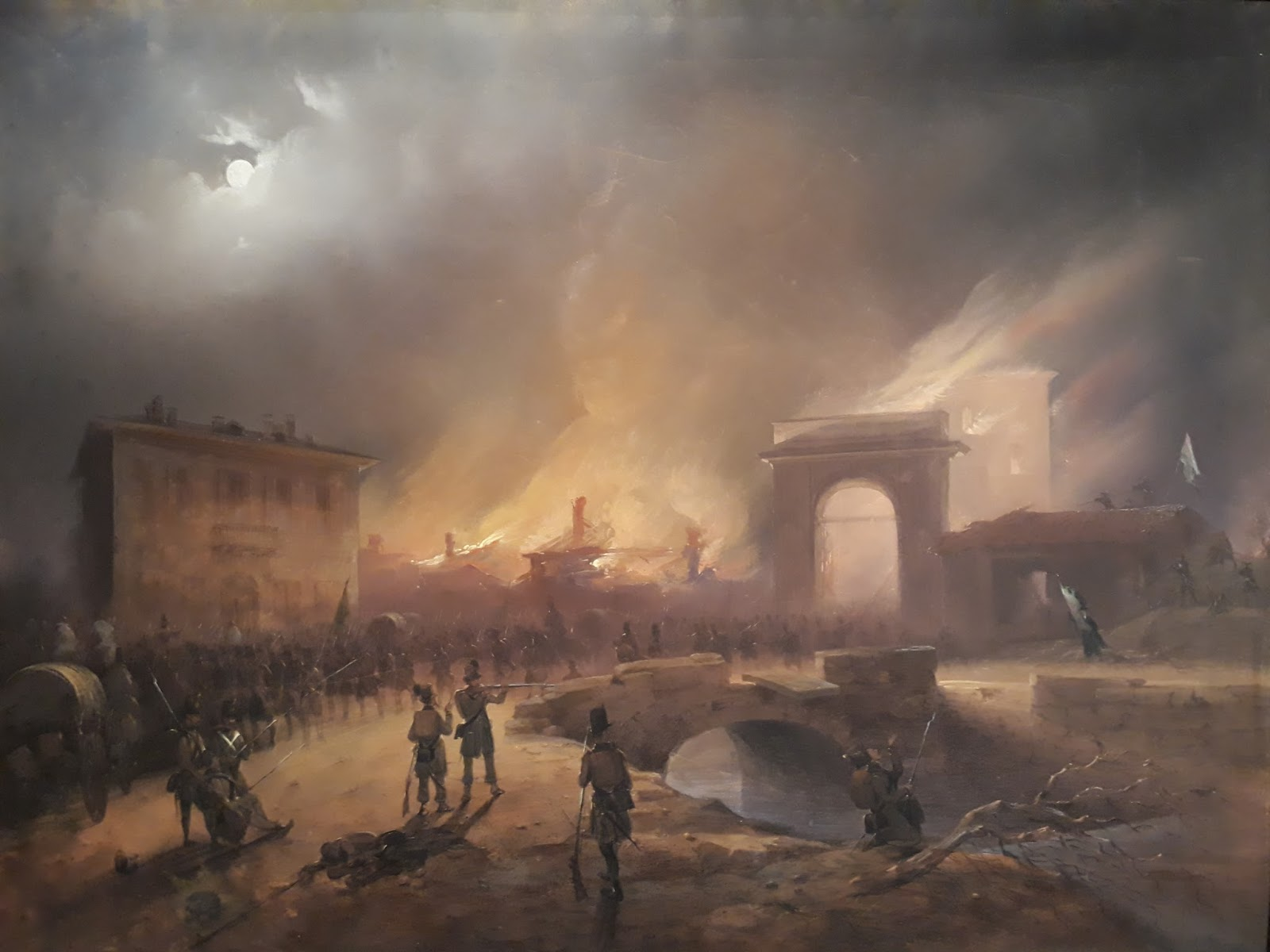
La ritirata degli austriaci dal dazio di Porta Tosa (oggi piazza Cinque Giornate) la notte del 22 marzo 1848 Tempera su carta di Carlo Bossoli

Porta Tosa comunque fu temporaneamente ripresa dagli Austriaci, in quanto da questa posizione iniziava la strada che forzatamente avrebbero dovuto percorrere in ritirata per raggiungere le fortezze del Quadrilatero seguendo la via dell'Adda. Radetzky, infatti, considerata anche la possibilità di rimanere bloccato tra milanesi e piemontesi, preferì ritirarsi la notte tra il 22 e il 23 marzo 1848 verso il "Quadrilatero", con 19 ostaggi.
L'idea vincente per assaltare le posizioni fortificate austriache arrivò da Antonio Carnevali, professore di scuola militare ed ex ufficiale della Guardia di Napoleone nella campagna di Russia, che propose di avvicinarsi usando delle barricate mobili costituite da fascine di tre metri di diametro, bagnate per prevenire incendi, che i milanesi avrebbero dovuto far rotolare davanti a sé per ripararsi dai proiettili austriaci. Nonostante l'ormai certa vittoria sul campo, sul piano politico Cattaneo fu sconfitto al consiglio di guerra; fu infatti inviato a Torino un messaggero che portava la petizione con cui i milanesi chiedevano a Carlo Alberto di entrare in Lombardia. Terminata la battaglia nacque infine l'organo ufficiale del governo provvisorio milanese che, in ricordo di quel giorno, ebbe come nome Il 22 marzo. Il giornale iniziò le sue pubblicazioni il 26 marzo 1848 dalla sede di Palazzo Marino, sotto la direzione di Carlo Tenca.
La sera del 22 i milanesi abbatterono il portone della Scuola militare Teuliè e fecero prigioniero il presidio. I cadetti di origine milanese furono riportati presso le famiglie, mentre la scuola fu chiusa e trasformata in "Scuola di Artiglieria e Genio" sotto la direzione del maggiore Antonio Carnevali. Terminati i combattimenti, il 6 aprile la cacciata degli austriaci fu celebrata con un "Te Deum" solenne celebrato nel Duomo. In prima fila, assieme alle autorità cittadine, due posti furono riservati alla patriota Luisa Battistotti Sassi e a Pasquale Sottocorno, distintisi nei combattimenti.
Una volta terminati gli scontri, i corpi dei caduti vennero tutti inumati presso la cripta della chiesa della Beata Vergine Annunciata, adiacente all'Ospedale Maggiore, dove rimasero fino al 1895. In seguito i resti vennero traslati ed inumati in forma definitiva in un ossario realizzato sotto il Monumento alle Cinque Giornate.

### Intervento sabaudo e controffensiva austriaca

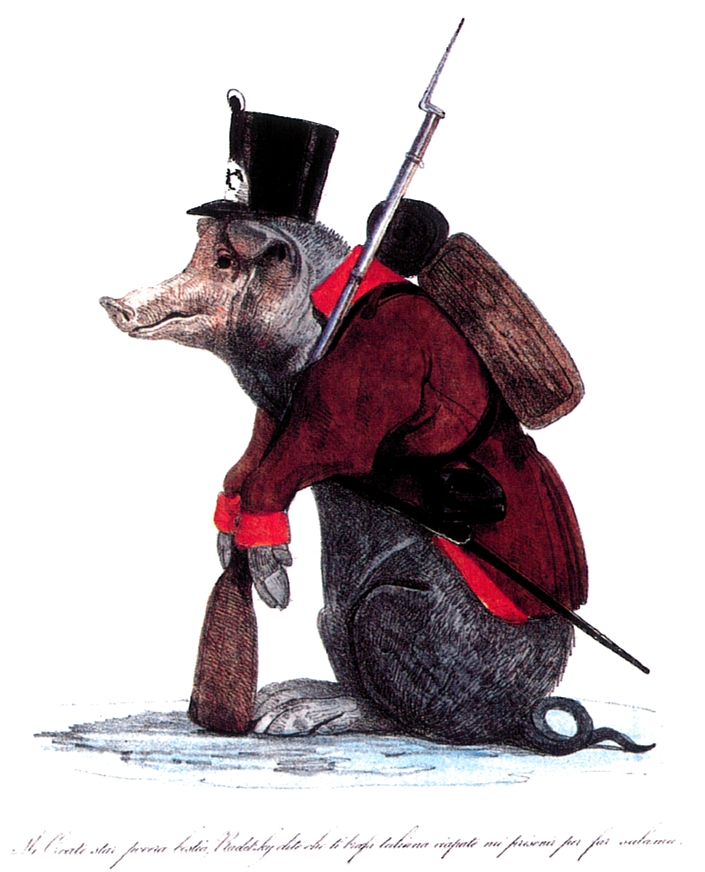
Vignetta antiaustriaca: soldato croato, raffigurato come l'incrocio fra un maiale e un ratto

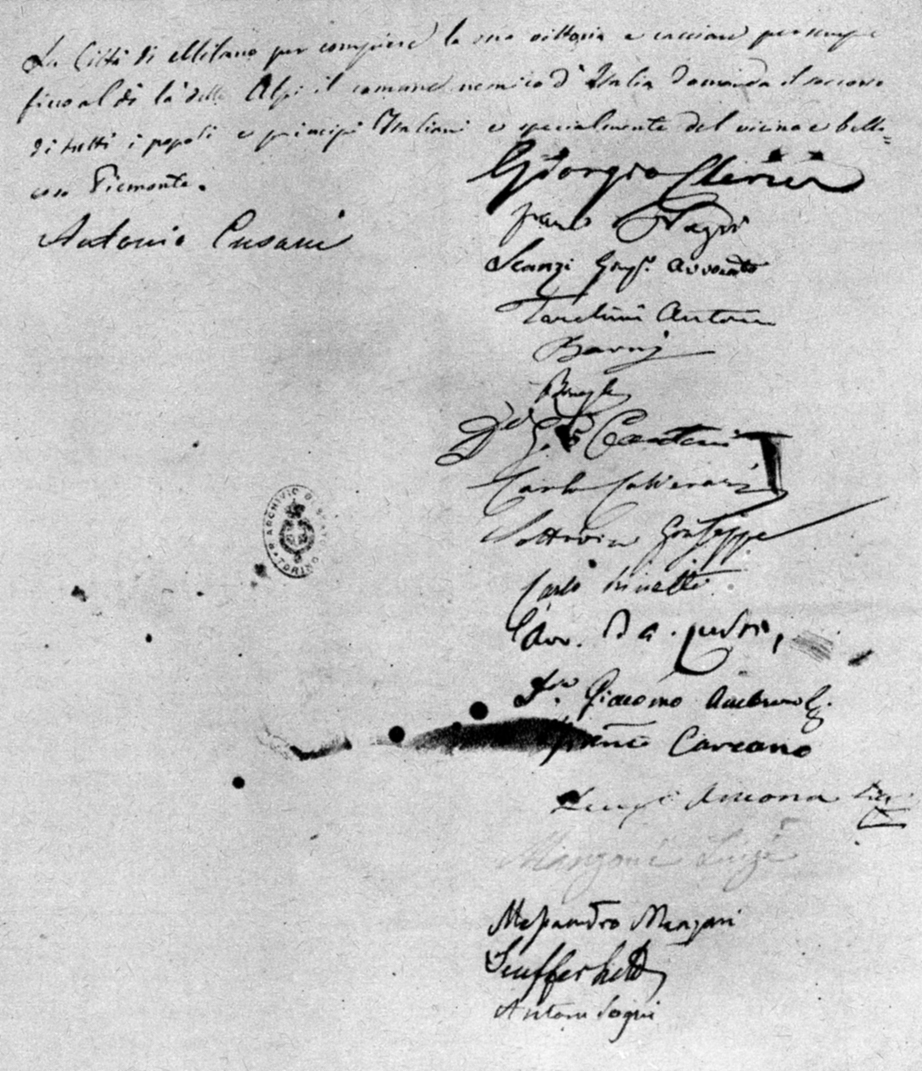
Richiesta d'intervento dell'esercito piemontese; tra i firmatari si trova il nome dello scrittore Alessandro Manzoni

Il 23 marzo, giorno successivo alla fine dei combattimenti a Milano, il Regno di Sardegna dichiarò guerra all'Austria, ma il Re Carlo Alberto non diede nessun ordine di muovere le truppe. Il 25 marzo il generale Giuseppe Passalacqua, inviato quale uomo di fiducia del Regno di Sardegna presso il governo provvisorio di Milano, scrisse al ministro della guerra "creda eccellenza che se vogliamo riuscire a qualcosa di onorevole bisogna assolutamente che la nostra armata cerchi il nemico"; come risposta alle sollecitazioni venne ordinato ad un'avanguardia di passare il Ticino, ma solo il 29 marzo le truppe piemontesi cominciarono a dirigersi verso Milano. L'estrema lentezza con cui si mosse l'esercito sabaudo diede modo agli austriaci di ritirarsi senza rilevanti perdite nel Quadrilatero. Le uniche resistenze che l'esercito sabaudo trovò furono sui tre ponti, quello di Goito (9 aprile), Monzambano e a Valeggio a Pastrengo (30 aprile). Circa un mese dopo, i sardo-piemontesi si impadronirono della fortezza di Peschiera del Garda, per cercare di liberare la quale Radetzky sconfisse i volontari toscani a Curtatone e Montanara, venendo però egli stesso bloccato di nuovo a Goito.
L'incapacità di assumere l'iniziativa da parte piemontese diede modo agli austriaci di ricevere i rinforzi che permisero loro di riconquistare Vicenza il 10 giugno e di riprendere l'offensiva, battendo l'esercito sardo-piemontese in una serie di scontri passati alla storia come prima battaglia di Custoza (22-26 luglio).
Il 10 giugno Carlo Alberto ricevette una delegazione guidata dal podestà di Milano, Casati, la quale recava l'esito trionfale del plebiscito che sanciva l'unione della Lombardia al Regno di Sardegna. La situazione dell'esercito sardo-piemontese era però compromessa, ed il re ordinò una ritirata verso l'Adda e Milano, dove i piemontesi vennero accolti da una città fredda e deserta, delusa di aver offerto una vittoria per poi trovarsi senza colpe in una sconfitta. Il re, sebbene avesse inizialmente respinto ogni proposta di abbandonare la città, decise il 4 agosto di porre fine alla guerra, scatenando l'ira dei milanesi che si ammassarono attorno alla sua residenza. Questo il resoconto della nobildonna Cristina di Belgioioso, che partecipò attivamente ai moti di Milano (e in seguito prese parte alla difesa della Repubblica Romana (1849) dai Francesi):
Nella sera i bersaglieri sgomberarono la folla e scortarono Carlo Alberto fuori dalla città.
Il 5 agosto fu firmata la capitolazione. Il giorno dopo gli austriaci rientrarono a Milano, da dove nel frattempo la maggior parte dei partecipanti alla lotta di liberazione era fuggita. Come nuovo governatore fu posto Felix Schwarzenberg.

## I gruppi insurrezionali

Ricostruzione di una barricata durante le celebrazioni del centenario delle Cinque giornate

I milanesi ostili al dominio austriaco potevano considerarsi suddivisi in tre gruppi, ideologicamente separati per ispirazione politica ed obiettivi perseguiti, ed erano spesso fra loro in disaccordo, mancando in quel momento coordinazione. I tre gruppi si componevano di:
- mazziniani repubblicani, i più rappresentativi dei quali erano Attilio De Luigi, Pietro Maestri, Luciano Manara e Giovanni Cantoni
- democratici riformisti, ostili anche al Regno di Sardegna e a Carlo Alberto, più desiderosi di ampie e profonde riforme che di una rivoluzione; erano fra questi Carlo Cattaneo, Pompeo Litta e Giulio Terzaghi
- nobili e patrizi, aspiranti alla fusione con il Piemonte; la figura di maggior rilievo del gruppo era quella del podestà Gabrio Casati.

## Onorificenze

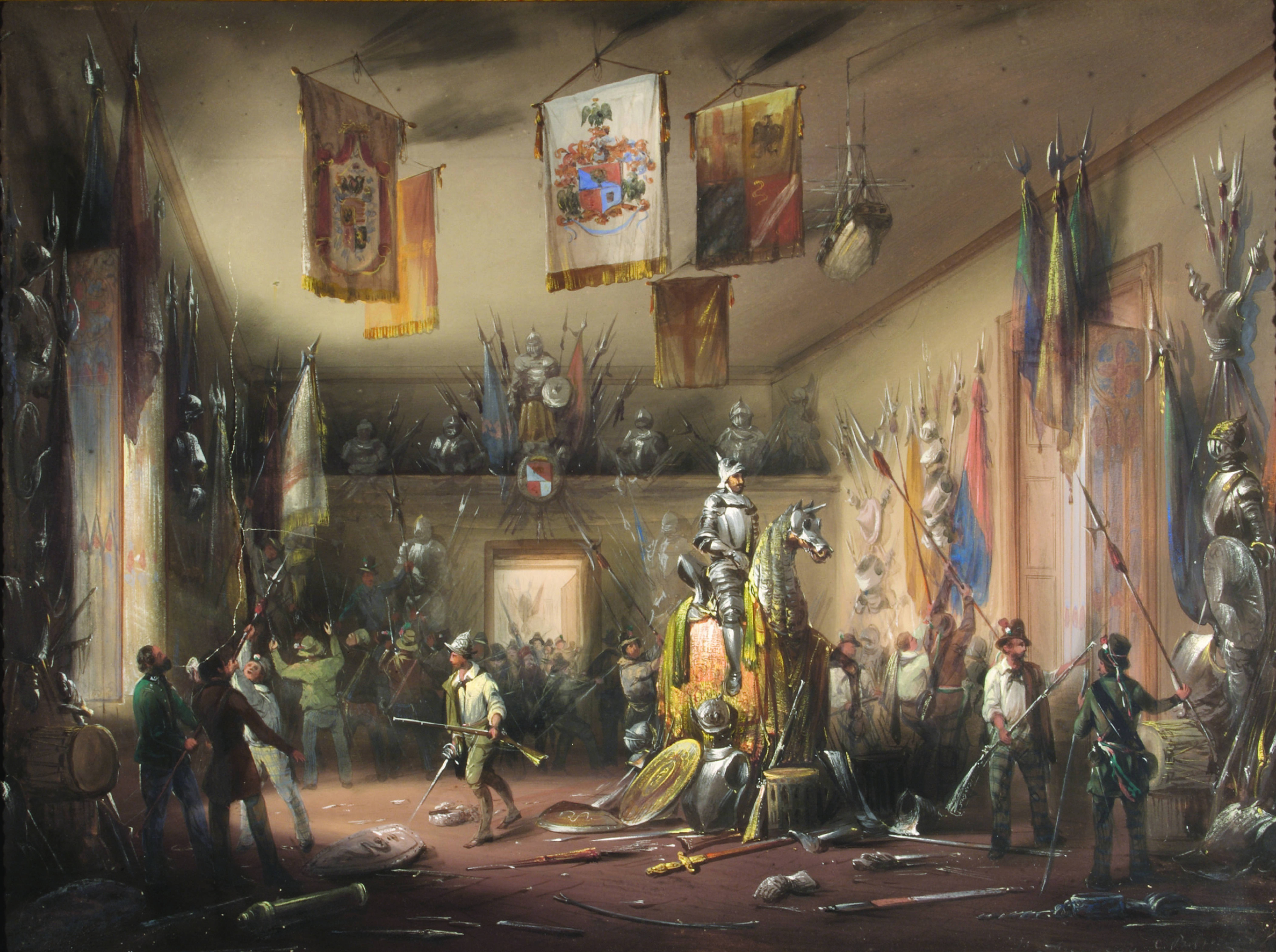
Carlo Bossoli: L'armeria del cavaliere Ambrogio Uboldo invasa dagli insorti milanesi per provvedersi delle armi il 19 marzo 1848

- Con delibera del 7 gennaio 1884 del consiglio comunale la città di Milano istituì una medaglia commemorativa delle Cinque giornate per insignire «i superstiti combattenti di quella lotta gloriosa».[40]
- Con regio decreto del 18 marzo 1898 fu assegnata alla città di Milano una medaglia d'oro come benemerita del Risorgimento nazionale «a ricordare le azioni eroiche compiute dalla cittadinanza milanese nelle cinque giornate del 1848».[41]
- Il 15 marzo 1948 fu conferita alla città di Milano la medaglia d'oro al valor militare, con esplicito riferimento anche alle Cinque giornate.[42]

## Commemorazioni
- Dal 1860 la commemorazione dei caduti delle Cinque giornate si tenne presso la Colonna del Verziere che fu rinominata Colonna della Vittoria; nel 1861 furono aggiunte alla colonna le targhe in bronzo con i nomi di 352 caduti.[43]
- Dal 1895 la commemorazione si tenne presso il Monumento alle Cinque Giornate, realizzato dallo scultore Giuseppe Grandi e posto presso Porta Vittoria; nella cripta al di sotto del monumento furono poste le ossa dei caduti.[44]
- Ogni anno tra il 18 e il 22 marzo Piazza Cinque Giornate viene imbandierata e i tram ATM circolano con esposti piccoli stendardi.[45][46]

## Citazioni e riferimenti

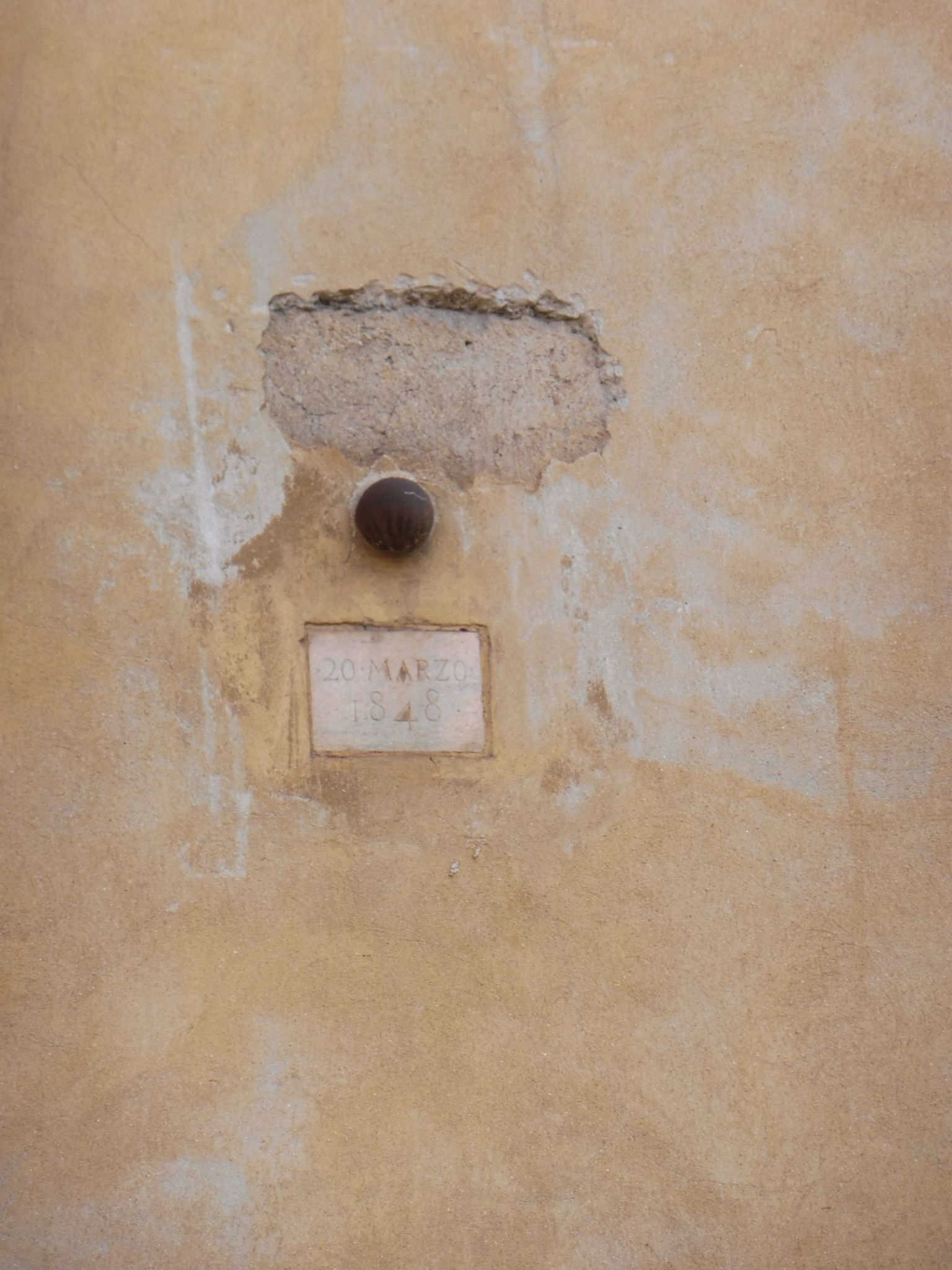
Palla di cannone sulla facciata di palazzo Acerbi

### Luoghi e intitolazioni
- Sulla facciata di palazzo Acerbi è tuttora presente una palla di cannone con una targa che indica la data "20 marzo 1848".
- Su un portale di Casa De Maestri in Corso di Porta Venezia 13 è presente una sbrecciatura con l'indicazione "Marzo 1848".
- Su palazzo Bigli fu posta una lapide a ricordo della sede del comitato centrale dell'insurrezione.[47] Nel 1934 in via Boschetti fu posta una lapide a ricordo di Luigi Torelli.[48]
- A Milano è presente piazza Cinque Giornate, Corso XXII Marzo; alcune vie cittadine sono intitolate a protagonisti delle Cinque Giornate: Via Augusto Anfossi, Via Enrico Cernuschi, Via Macedonio Melloni, via Luisa Battistotti Sassi e Via Pasquale Sottocorno. Ad altri protagonisti maggiori furono eretti monumenti pubblici: a Carlo Cattaneo (1901), a Cesare Correnti (1901) e a Luciano Manara (1894).
- In via Melchiorre Gioia è presente la caserma "Cinque giornate", sede della Guardia di Finanza.
- Nel settembre 1943 il gruppo militare partigiano costituito dal colonnello Carlo Croce, protagonista della Battaglia del San Martino contro l'occupante tedesco, prese il nome di "Gruppo Militare Cinque Giornate Monte di San Martino di Vallalta-Varese".

### Cinema e televisione
- Dalle cinque giornate alla breccia di Porta Pia – film muto di Silvio Laurenti Rosa (1923).
- Le cinque giornate di Milano – miniserie televisiva in cinque puntate trasmessa sul Nazionale tra il 22 novembre e il 20 dicembre 1970; fu diretta da Leandro Castellani con Raoul Grassilli.[49]
- Le cinque giornate – film diretto da Dario Argento e interpretato da Adriano Celentano (1973).[50]
- Le cinque giornate di Milano – miniserie televisiva in due puntate trasmessa su RaiUno il 5 e il 6 dicembre 2004, diretta da Carlo Lizzani e interpretata da Giancarlo Giannini.[51]
- Una giornata particolare - Le Cinque giornate di Milano – documentario trasmesso su LA7 il 19 ottobre 2024, documentario presentato da Aldo Cazzullo.[52]

### Narrativa
- Aprire il fuoco, romanzo di Luciano Bianciardi del 1969 dove l'insurrezione si immagina ambientata nel XX secolo.
- Una storia romantica, romanzo di Antonio Scurati del 2007.

Giulio Terzaghi
- Una pazza felicità romanzo di Jean Giono del 1955, pubblicato in italiano da Guanda nel 1996. Angelo, già protagonista de L'ussaro sul tetto, nel Marzo 1848 fugge clandestinamente dal Piemonte per partecipare alla sollevazione di Milano contro gli Austriaci.

### Musica
- Le sanguinose giornate di Marzo, ossia La Rivoluzione di Milano, poema sinfonico-organistico di Padre Davide da Bergamo.